# Opa op zak
Opa op zak (Engels: Grandpa In My Pocket) is een kinderserie van Michael Carrington gemaakt voor CBeebies, het kinderkanaal van de BBC. De serie wordt onder andere uitgezonden op Ketnet. In het programma spelen James Bolam, Jay Ruckley, Josie Cable, Zara Ramm, Sam Ellis en hond Tinkerbell de hoofdrol. Het verhaal gaat over Opa (James Bolam), die eigenaar is van een magische verkleinpet, die alleen zijn kleinzoon Jason (Jay Ruckley) kent. Deze pet kan hij drastisch kunnen krimpen en vele magische avonturen ervaring. Het verhaal speelt zich af in de fictieve stad "Zonnestrand" (Engels: Sunnysands). De buitenscènes zijn gefilmd op locatie in de steden van Southwold en Aldeburgh in Suffolk.

## Acteurs
| Personage          | Acteur/actrice     |
| ------------------ | ------------------ |
| Opa                | James Bolam        |
| Jason              | Jay Ruckley        |
| Mama               | Zara Ramm          |
| Papa               | Sam Ellis          |
| Josh               | Harvey Thorn       |
| Elsie              | Sezen Djouma       |
| Jolina             | Josie Cable        |
| Groottante Loretta | Susan Jameson      |
| Troy               | Shaheen Jafargholi |
| Meneer Whoops      | Steve Elias        |
| Juf Smiley         | Lorna Laidlaw      |
| Meneer Leukebekker | Phil Gallagher     |
| Meneer Blinder     | Alan McMahon       |

## Stemacteurs
| Personage          | Stemacteur         |
| ------------------ | ------------------ |
| Opa                | Ludo Hellinx       |
| Jason              | Onbekend           |
| Mama               | Wanda Joosten      |
| Papa               | Bert Cosemans      |
| Jolina             | Onbekend           |
| Groottante Loretta | Wanda Joosten      |
| Troy               | Thomas Van Goethem |
| Meneer Whoops      | Onbekend           |
| Juf Smiley         | Onbekend           |
| Meneer Leukebekker | Onbekend           |
| Meneer Blinder     | Onbekend           |

## Afleveringen van seizoen 1
- S01E01 - “Beowulf de meesterlijke”
- S01E02 - "Hoe een hamster te houden"
- S01E03 - “Meneer Leukebekker’s grote bergmissie”
- S01E04 - “De robot boven alle robots”
- S01E05 - “Prinses Purperovna’s plan”
- S01E06 - “Het bezoek van meneer Krumpkruimel”
- S01E07 - “Het meest spetterende zandkasteel van heel Zonnestrand”
- S01E08 - “Een geweldige familiefoto”
- S01E09 - “Juf Smiley’s zomershow”
- S01E10 - “De wondere wereld van meneer Whoops”
- S01E11 - “Chaos in het café”
- S01E12 - "De dag dat de baby werd verwacht"
- S01E13 - “Een tuin vol beestjes”
- S01E14 - “Speelgoed voor een jongen die Troy heet”
- S01E15 - "Problemen voor Babbel"
- S01E16 - "Bewegen en in vorm blijven"
- S01E17 - "Meneer Marvelosso's magische goochelshow"
- S01E18 - "Een melodieus deuntje op de trompet"
- S01E19 - "Groottante Loretta is ziek"
- S01E20 - "Zachte dromen voor neef Alvin"
- S01E21 - "Iets om altijd te koesteren"
- S01E22 - “Een zaterdag vol verrassingen”
- S01E23 - “Magie in huis”
- S01E24 - “Niets houdt Opa tegen”
- S01E25 - “Opa's bezige bijen-dag”
- S01E26 - "Kapitein Dumbletwit's ruimtecake"

## Afleveringen van seizoen 2
- S02E01 - “Kapitein Dumbletwit zwaarte missie ooit”
- S02E02 - "Meneer Blinder z'n Pudding Pluf Plopper"
- S02E03 - "Geen enkele bel hetzelfde"
- S02E04 - "Een wortel die Christoffer heet, en andere gekke groenten"
- S02E05 - "Een ritje met Floyd"
- S02E06 - "Met de verlegen Shanhay spelen"
- S02E07 - Vlaamse titel onbekend
- S02E08 - Vlaamse titel onbekend
- S02E09 - Vlaamse titel onbekend
- S02E10 - Vlaamse titel onbekend
- S02E11 - "Speedy Edie in nood"
- S02E12 - Vlaamse titel onbekend
- S02E13 - “Juf Smiley's aardbeienverassing”
- S02E14 - Vlaamse titel onbekend
- S02E15 - Vlaamse titel onbekend
- S02E16 - "Groottante Loretta's kleine plan"
- S02E17 - Vlaamse titel onbekend
- S02E18 - Vlaamse titel onbekend
- S02E19 - Vlaamse titel onbekend
- S02E20 - "Een lied voor juf Smiley"
- S02E21 - Vlaamse titel onbekend
- S02E22 - Vlaamse titel onbekend
- S02E23 - Vlaamse titel onbekend
- S02E24 - Vlaamse titel onbekend
- S02E25 - Vlaamse titel onbekend
- S02E26 - "Opa's grootste ontsnapping ooit"

## Afleveringen van seizoen 3
Het derde seizoen telde 14 afleveringen.

## Afleveringen van seizoen 4
Het vierde seizoen telde 52 afleveringen.
- S04E35 - "Het mysterie van de verdwenen miljoenen"